# أندريا توماس
أندريا توماس (بالألمانية: Andrea Thomas)‏ هي عداءة سريعة ألمانية، ولدت في 9 أبريل 1963 في Koblenz-Güls ‏ في ألمانيا.

## وصلات خارجية
- أندريا توماس على موقع الاتحاد الدولي لألعاب القوى (الإنجليزية)
- أندريا توماس على موقع اللجنة الأولمبية الدولية (الإنجليزية)
- أندريا توماس على موقع أوليمبيديا (الإنجليزية)